# تیجین

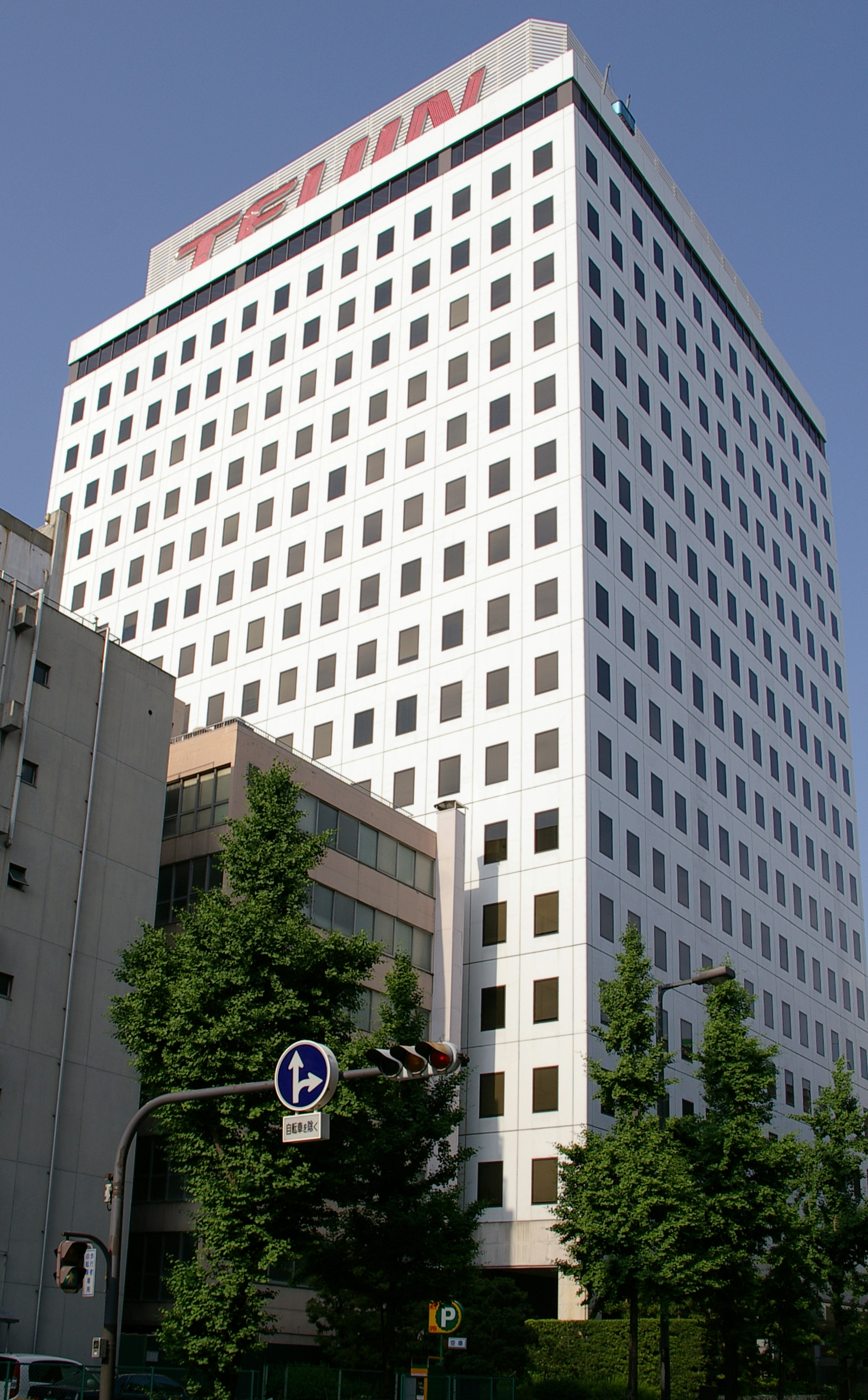
ساختمان دفتر مرکزی تیجین، در شهر اوساکا

تیجین (به ژاپنی: 帝人株式会社) شرکت هلدینگ صنایع شیمیایی ژاپنی است، که در زمینه تولید طیف وسیعی از مواد شیمیایی و پلاستیک، فعالیت می‌کند. این شرکت مالکیت و مدیریت چندین شرکت تابعه را برعهده دارد، که در حوزه‌های نساجی، تولید الیاف، الیاف کربن و پلی‌استر، همچنین داروسازی و ارائه خدمات فناوری اطلاعات اشتغال دارند.
شرکت تیجین در سال ۱۹۱۸ تأسیس شد و در حال حاضر به‌همراه شرکت‌های تورای و تویوتا بوشوکا به‌عنوان یکی از سه شرکت تولیدکننده بزرگ محصولات نساجی ژاپن شناخته می‌شود.
دفتر مرکزی این شرکت در شهر اوساکا قرار دارد و بخشی از سهام آن در بازارهای بورس توکیو و بورس اوساکا معامله می‌شود.
مستر تراست بانک با ۷٫۶۶٪ درصد، نیپون لایف با ۴٫۰۳٪ درصد و ژاپن تراستی سرویس بانک با در اختیار داشتن ۵٫۰۴٪ درصد از سهام تیجین، بزرگترین سهام‌داران آن به‌شمار می‌آیند.